# Frank von Behren
Frank von Behren (Meersburg, 28 de septiembre de 1976) fue un jugador de balonmano alemán que jugaba como lateral izquierdo. Fue uno de los componentes de la Selección de balonmano de Alemania con la que disputó 167 partidos internacionales en los que anotó un total de 356 goles, debutando el 10 de marzo de 1998 contra la selección de Suecia.
Formó parte del equipo juvenil del GWD Minden que se proclamó campeón de Alemania juvenil de 1995, y a cuyo primer equipo daría el salto la temporada siguiente, donde permanecería durante 8 temporadas.
El 26 de septiembre de 2006 en una eliminatoria previa de la Copa de Alemania que enfrentaba a su equipo, el SG Flensburg-Handewitt por el que recientemente había fichado, contra el DHK Flensborg, sufrió una rotura del ligamento cruzado anterior, que le impidió disputar con su selección el Campeonato del Mundo de 2007, y de la que jamás se recuperó totalmente, anunciando su retirada del balonmano el 1 de agosto de 2008, con 31 años de edad.
Tras este anuncio, Frank von Behren estudió Gestión Deportiva en Oldenburg, y se convirtió en comentarista de balonmano de la cadena Eurosport. Está casado y tiene tres hijos.

## Equipos
- GWD Minden (1995-2003)
- VfL Gummersbach (2003-2006)
- SG Flensburg-Handewitt (2006-2008)